# Pristiapogonini
Die Pristiapogonini sind eine im Jahr 2014 eingeführte Tribus der Kardinalbarsche (Apogonidae) die aus den beiden Gattungen Pristiapogon und Pristicon besteht. Die Fische kommen küstennahen im Roten Meer, an der Küste Ostafrikas, an der Westküste Indiens und bei verschiedenen Inseln des Indischen Ozeans, im Pazifik von Australien über die Philippinen bis Japan und östlich bis Hawaii und Französisch-Polynesien vor. Zwischen Indien und Indonesien besteht eine Verbreitungslücke.

## Merkmale
Pristiapogonini-Arten werden 8 (Pristicon rufus) bis 19,6 cm (Pristiapogon taeniopterus) lang und sind mäßig langgestreckt bis hochrückig. Körper und Kopf einschließlich der Wangen, der Brust und des Kiemendeckels sowie der Schwanzflossenbasis sind mit Kammschuppen bedeckt. Auch der Bereich vor der Rückenflosse ist beschuppt und an der Basis der Bauchflossen befinden sich zwei Schuppen. Pristiapogon-Arten haben normalerweise einen einzelnen, dunklen Längsstreifen und bzw. oder einen dunklen Fleck auf der Schwanzflossenbasis. Pristicon-Arten besitzen sattelförmige Flecken unterhalb der Rückenflossen und Flecken auf der Schwanzflossenbasis oder auf dem Kiemendeckel. Der Knochengrat auf dem Präoperculum ist glatt, die Ränder des Präoperculums sind gesägt.  Die Infraorbitalia (Knochen um die Augen) besitzen einen gesägten Rand. Ein Basisphenoid ist vorhanden. Auf der Prämaxillare, im Unterkiefer und im Gaumen befinden sich bürstenförmige Zähne, die in einer oder vielen Reihen angeordnet sind. Auf dem Palatinum können die Zähne auch fehlen. Im Schwanzflossenskelett finden sich fünf freie Hypuralia. Die Schwanzflosse ist gegabelt.
- Flossenformel: Dorsale VI+I,9 oder VII+I,9; Anale II/8; Pectorale 12–16, Caudale 9+8
- Schuppenformel: SL 23–25
- Kiemenrechen: 10–19
- Wirbel 10+14

Der erste segmentierte Flossenstrahl in der zweiten Rückenflosse ist verzweigt und der erste Flossenstrahl der Afterflosse ist verzweigt und segmentiert. Von den Flossenstrahlen der Schwanzflosse sind die 15 mittleren segmentiert und verzweigt, der obere und der untere sind unverzweigt. Jede Seitenlinienschuppe hat mehrere Poren.

## Gattungen und Arten
Zur Tribus Pristiapogonini gehören zwei Gattungen mit insgesamt acht Arten:
- Gattung Pristiapogon Klunzinger 1870[4]
  - Pristiapogon abrogramma (Fraser & Lachner, 1985)
  - Pristiapogon exostigma (Jordan & Starks, 1906)
  - Pristiapogon fraenatus (Valenciennes, 1832)
  - Pristiapogon kallopterus (Bleeker, 1856)
  - Pristiapogon taeniopterus (Bennett, 1836)
- Gattung Pristicon Fraser 1972[5]
  - Pristicon rhodopterus (Bleeker, 1852)
  - Pristicon rufus (Randall & Fraser, 1999)
  - Pristicon trimaculatus (Cuvier, 1828)

## Belege
1. ↑  Pristicon rufus auf Fishbase.org (englisch)
2. ↑  Pristiapogon taeniopterus auf Fishbase.org (englisch)
3. 1 2  Mabuchi, K., Fraser, T.H., Song, H., Azuma, Y. & Nishida, M. (2014): Revision of the systematics of the cardinalfishes (Percomorpha: Apogonidae) based on molecular analyses and comparative reevaluation of morphological characters. Zootaxa, 3846 (2): 151–203. doi: 10.11646/zootaxa.3846.2.1. Seite 184.
4. ↑  Pristiapogon auf Fishbase.org (englisch)
5. ↑  Pristicon auf Fishbase.org (englisch)